# Hypaeus flemingi
Hypaeus flemingi là một loài nhện trong họ Salticidae.
Loài này thuộc chi Hypaeus. Hypaeus flemingi được Crane miêu tả năm 1943.